# Hegarsari (Sindangbarang)
Hegarsari is een bestuurslaag in het regentschap Cianjur van de provincie West-Java, Indonesië. Hegarsari telt 2925 inwoners (volkstelling 2010).